# Lengua geográfica
La lengua geográfica, también llamada glositis migratoria benigna, es una inflamación benigna de la lengua que presenta áreas eritematosas despapiladas rodeadas por márgenes bien marcados en su superficie dorsal, las cuales aparecen y desaparecen en un periodo de pocos días. El cuadro clínico suele ser indoloro. El tamaño, forma y posición de las lesiones es variado.

## Epidemiología
Su prevalencia también varía según los países (0,6% de los estadounidenses, el 4% de los jóvenes iraquíes, el 2% de los jóvenes finlandeses) y el sexo (las mujeres se ven afectadas tres veces más que los hombres). Puede ocurrir a cualquier edad, aunque tiende a afectar a personas de mediana edad, mayores y en las familias.

## Etiología
La causa exacta se desconoce. Se da con mayor frecuencia en las mujeres y se considera ligada con las siguientes enfermedades: asma, rinitis alérgica, dermatitis atópica, acné, deficiencias nutricionales o vitamínicas, estrés o ansiedad. 
La lengua geográfica es más común en las personas afectadas por la fiebre del heno o el asma. El carbonato de litio se ha asociado con el desarrollo de la lengua geográfica. Existe un aumento cuadruplicado de la lengua geográfica con los pacientes que tienen diabetes juvenil y esto se debe posiblemente a un incremento de cantidades elevadas de HLA-B15, un tipo de tejido tisular.
Las causas varían, pero pueden incluir zinc o deficiencias de vitaminas B, las alergias, y los cambios hormonales. Se dice que la lengua geográfica se da con más frecuencia en las mujeres, debido a la deficiencia de ácido fólico, en especial durante tiempos de grandes cambios hormonales, como por ejemplo, durante la ovulación o el embarazo.
Los estudios indican que existe una relación entre la lengua geográfica y la psoriasis. Sin embargo, el 90% de los niños que son diagnosticados con la lengua geográfica no sufren de psoriasis.
Se cree que puede ser de origen genético y se asocia con varios genes diferentes, aunque hay estudios que muestran que esta asociación familiar también puede ser causada por dietas similares.

## Fisiopatología
La lengua geográfica es una lesión benigna caracterizada por profundos surcos o grietas irregulares en la parte anterior y lateral de la lengua. Normalmente tiende a aparecer a los seis meses de edad (o incluso en la etapa adulta) y no genera ningún tipo de molestia, ni cambios en el sentido del gusto. Las grietas de la lengua geográfica pueden variar: desaparecer, aparecer de nuevo en otras zonas de la lengua, acrecentarse o mitigarse. La lengua geográfica no es contagiosa.

## Cuadro clínico
El lado superior de la lengua está cubierto por pequeñas protuberancias denominadas papilas gustativas. En la lengua geográfica las manchas rojas que aparecen en su superficie están bordeadas de blanco grisáceo. Las papilas pierden su cobertura y se presentan las áreas rojizas y el hacinamiento de los bordes blancos grisáceos. La decoloración blanquecina / amarilla de la lengua es con frecuencia debido a una infección por hongos. Las pequeñas manchas pueden desaparecer y reaparecer en un corto período de tiempo (horas o días), y cambiar en la forma o tamaño. Si bien no es frecuente que cause dolor, puede originar una sensación de ardor o escozor, especialmente después del contacto con ciertos alimentos (tomate, berenjena, nueces, quesos fuertes, alimentos picantes, alimentos ácidos, menta, dulces y cítricos). La mayoría de estos alimentos contienen altos niveles de salicilatos naturales, por ejemplo: 2,39 mg/100 g las naranjas, 9,4 mg/100 g la menta fresca, y 218 mg/100 g el polvo de curry. La lengua geográfica también puede causar entumecimiento y fisuras. Algunas preparaciones químicas, tales como lavados bucales y blanqueadores de dientes, también pueden agravar la lesión.

## Diagnóstico diferencial
Las lesiones, que son histológicamente indistinguibles de la lengua geográfica, también pueden ser diagnosticadas como síndrome de Reiter.
Al coexistir con fisuras en la lengua, hay que diferenciarla de la lengua escrotal. 

## Tratamiento
El tratamiento generalmente no es necesario y la lesión suele desaparecer por sí sola, pero puede volver a ocurrir y puede migrar a otras áreas de la lengua. Si bien no existe un tratamiento curativo, se suele aconsejar prestar atención a su higiene durante el cepillado dental, y evitar los alimentos que exacerban el problema. Hay pomadas de esteroides, que se pueden aplicar por vía tópica en los pacientes sintomáticos. El acetónido de triancinolona, al 0,1%, puede aplicarse sobre la zona afectada durante la noche. La quemazón también puede ser reducida por los antihistamínicos. Dependiendo de la gravedad, se utilizan enjuagues bucales anestésicos, analgésicos y suplementos de zinc. 